# Khrystyna Stoloka
Khrystyna Stoloka (en ukrainien Христина Столока, née le 21 juillet 1997 à Kiev en Ukraine) est une mannequin ukrainienne, couronnée Miss Ukraine 2015 et représentante de son pays à Miss Monde 2015.

## Parcours

### Enfance et études
Khrystyna Stoloka est née et grandit dans la capitale de l'Ukraine, Kiev. Elle est étudiante à l'Université nationale des technologies alimentaires de Kiev et travaille également comme mannequin,.

### Miss Ukraine 2015
Elle est couronnée Miss Ukraine 2015 au Centre international de la culture et des arts de Kiev le 22 septembre 2015. Elle est l'une des 26 candidates participant au tour final du concours.

### Miss Monde 2015
Elle représente son pays à Miss Monde 2015.